# Городищи (Ивановская область)
Городищи — село в Гаврилово-Посадском районе Ивановской области России, входит в состав Осановецкого сельского поселения.

## География
Село расположено на берегу реки Липня в 5 км на восток от центра поселения села Осановец и в 3 км на запад от райцентра города Гаврилов Посад.

## История

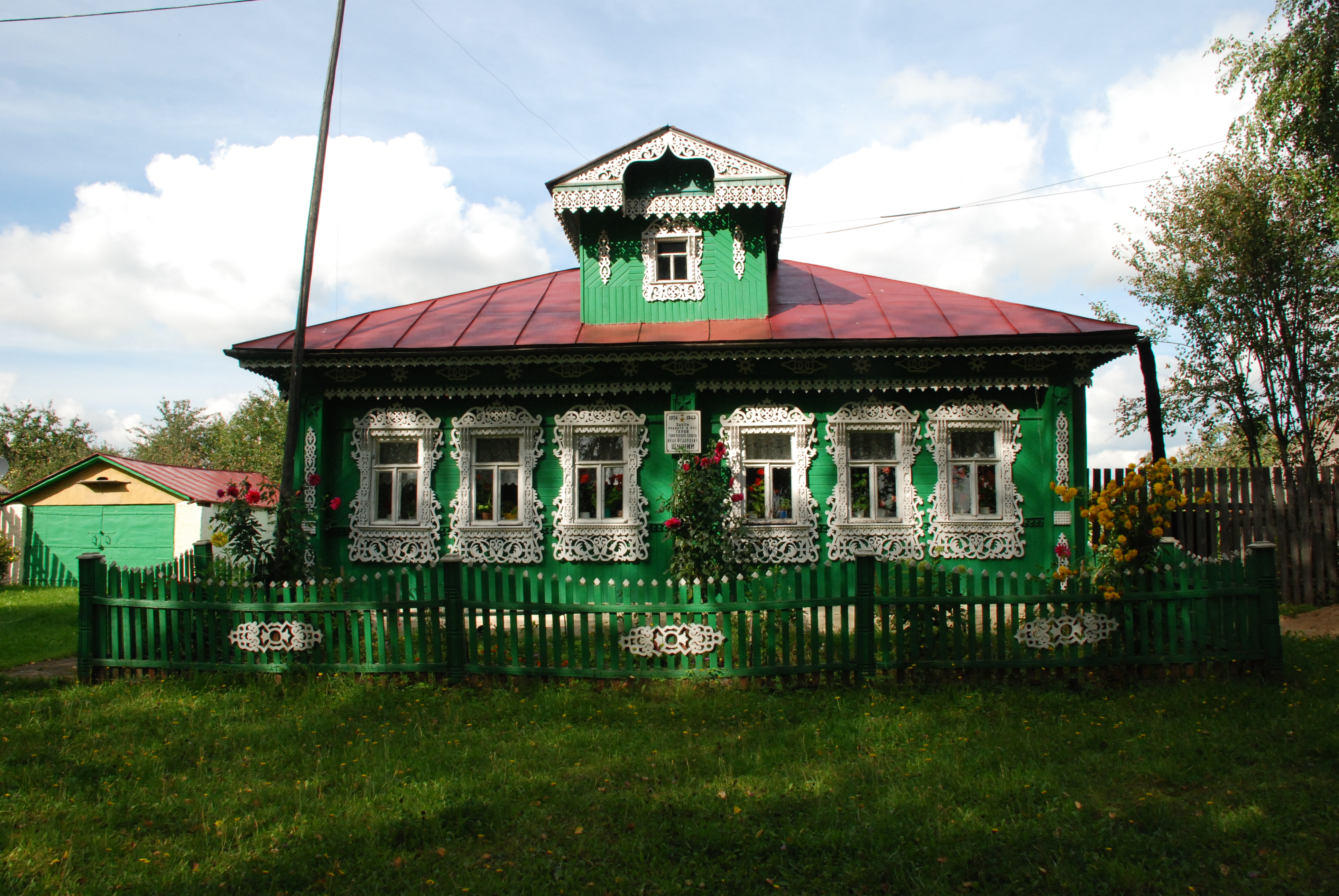
Дом в селе Городищи, в котором с 1924 по 1942 г. жил Герой Советского Союза И.Ф. Шушин

Несмотря на древность происхождения Городища, исторических сведений о нём не сохранилось. Время построения каменной церкви с колокольней также не известно. Престолов в церкви было три: в настоящей холодной в честь Рождества Пресвятой Богородицы, в трапезе теплой, построенной в 1876 году, на правой стороне престол в честь Вознесения Господня, а на левой — во имя Казанской иконы Божьей Матери. В 1893 году приход состоял из одного села, в котором числилось 80 дворов, мужчин — 252, женщин — 303.
В конце XIX — начале XX века село входило в состав Гавриловской волости Суздальского уезда Владимирской губернии.
С 1929 года село входило в состав Володятинского сельсовета Гаврилово-Посадского района, с 1954 года — в составе Осановецкого сельсовета, с 2005 года — в составе Осановецкого сельского поселения.

## Население
| 1859 | 1897 | 1905 | 2010 |
| ---- | ---- | ---- | ---- |
| 430  | ↗549 | ↗571 | ↘203 |